# Торам-От
Тора́м-От (фр. Thorame-Haute, окс. Torama Auta) — коммуна во Франции, находится в регионе Прованс — Альпы — Лазурный Берег. Департамент коммуны — Альпы Верхнего Прованса. Входит в состав кантона Алло-Кольмар. Округ коммуны — Кастелан.
Код INSEE коммуны — 04219.

## Население
Население коммуны на 2008 год составляло 228 человек.
| 1962 | 1968 | 1975 | 1982 | 1990 | 1999 | 2008 |
| ---- | ---- | ---- | ---- | ---- | ---- | ---- |
| 210  | 206  | 191  | 187  | 206  | 174  | 228  |

## Экономика
Основу сельского хозяйства составляет сельское хозяйство (овцеводство, свиноводство, разведение крупного рогатого скота, выращивание фуражного зерна и картофеля).
В 2007 году среди 146 человек в трудоспособном возрасте (15—64 лет) 99 были экономически активными, 47 — неактивными (показатель активности — 67,8 %, в 1999 году было 70,7 %). Из 99 активных работали 91 человек (48 мужчин и 43 женщины), безработных было 8 (4 мужчин и 4 женщины). Среди 47 неактивных 8 человек были учащимися или студентами, 23 — пенсионерами, 16 были неактивными по другим причинам.

## Фотогалерея

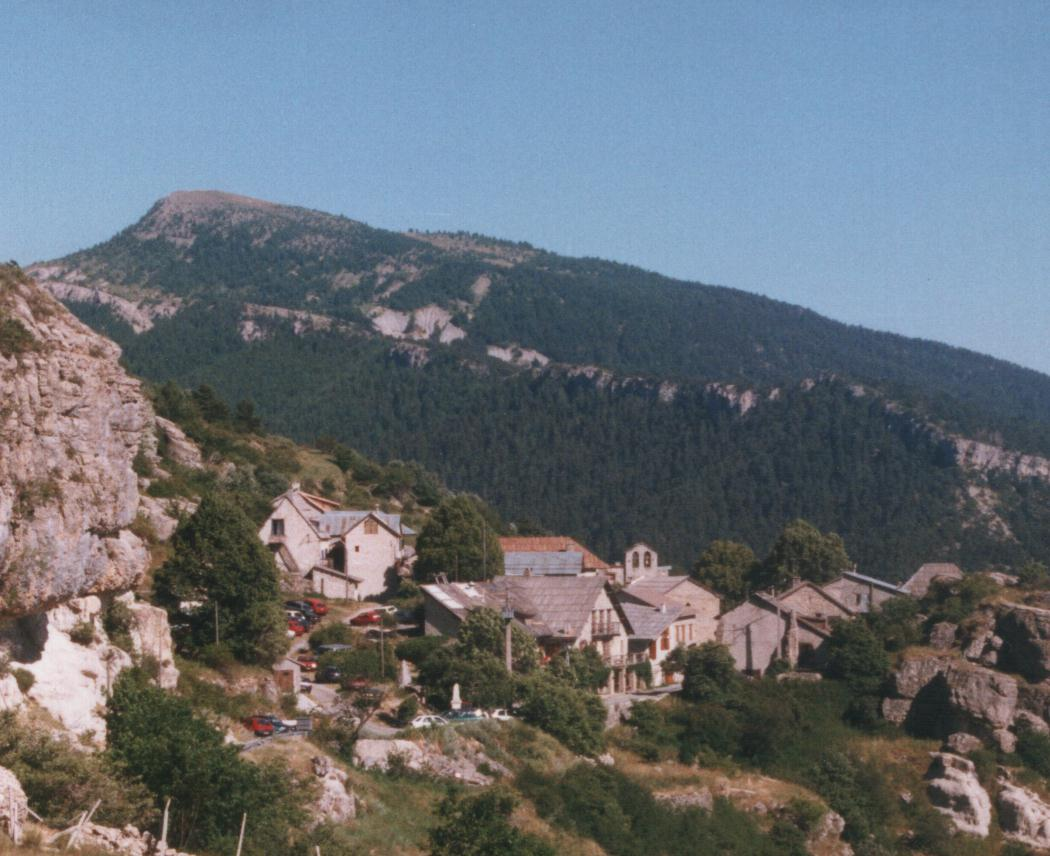
Деревня Пейреск
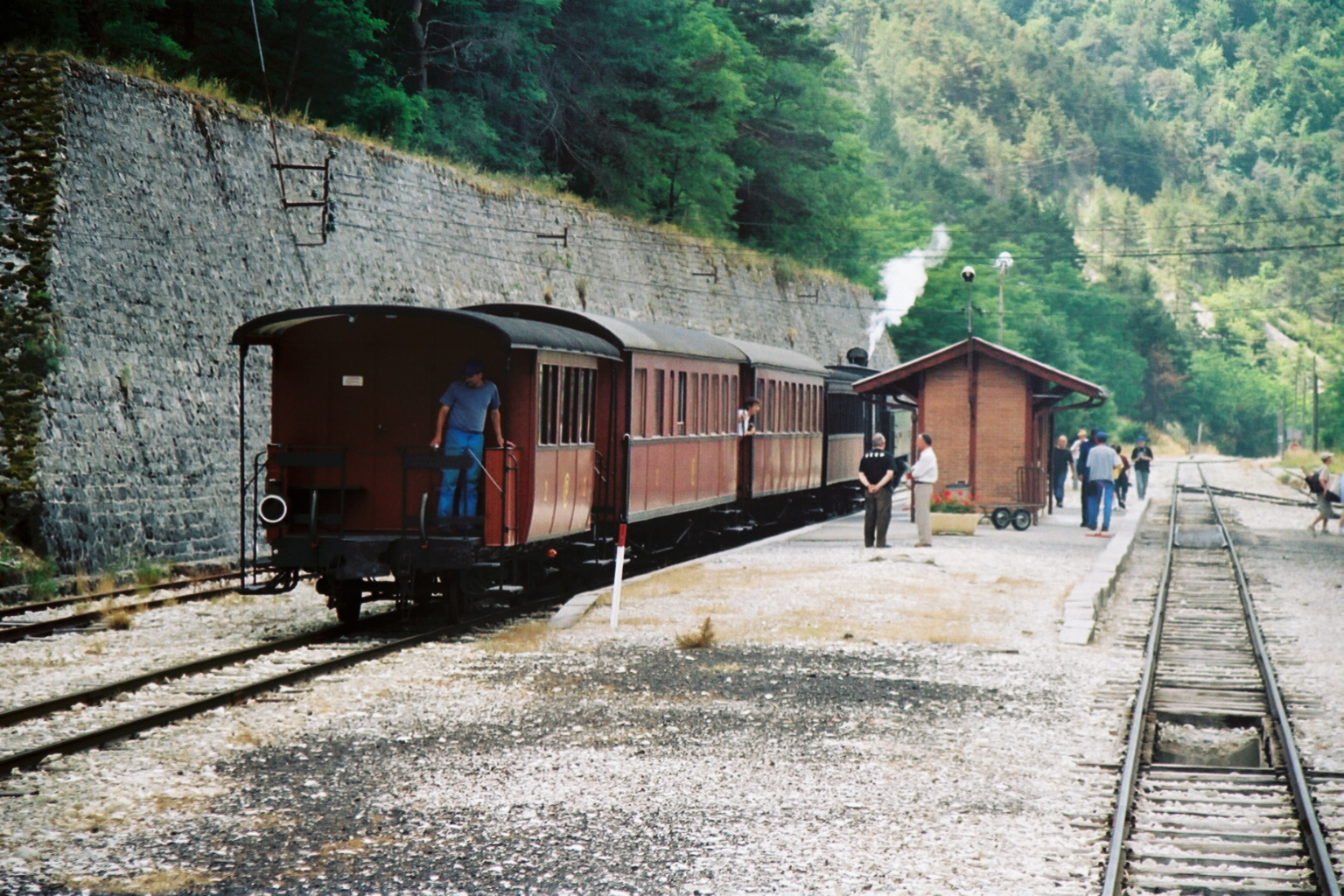
Вокзал